# Gustave Chaudey

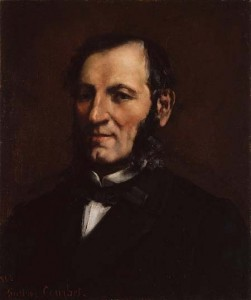
Gustave Chaudey porträtiert von Gustave Courbet

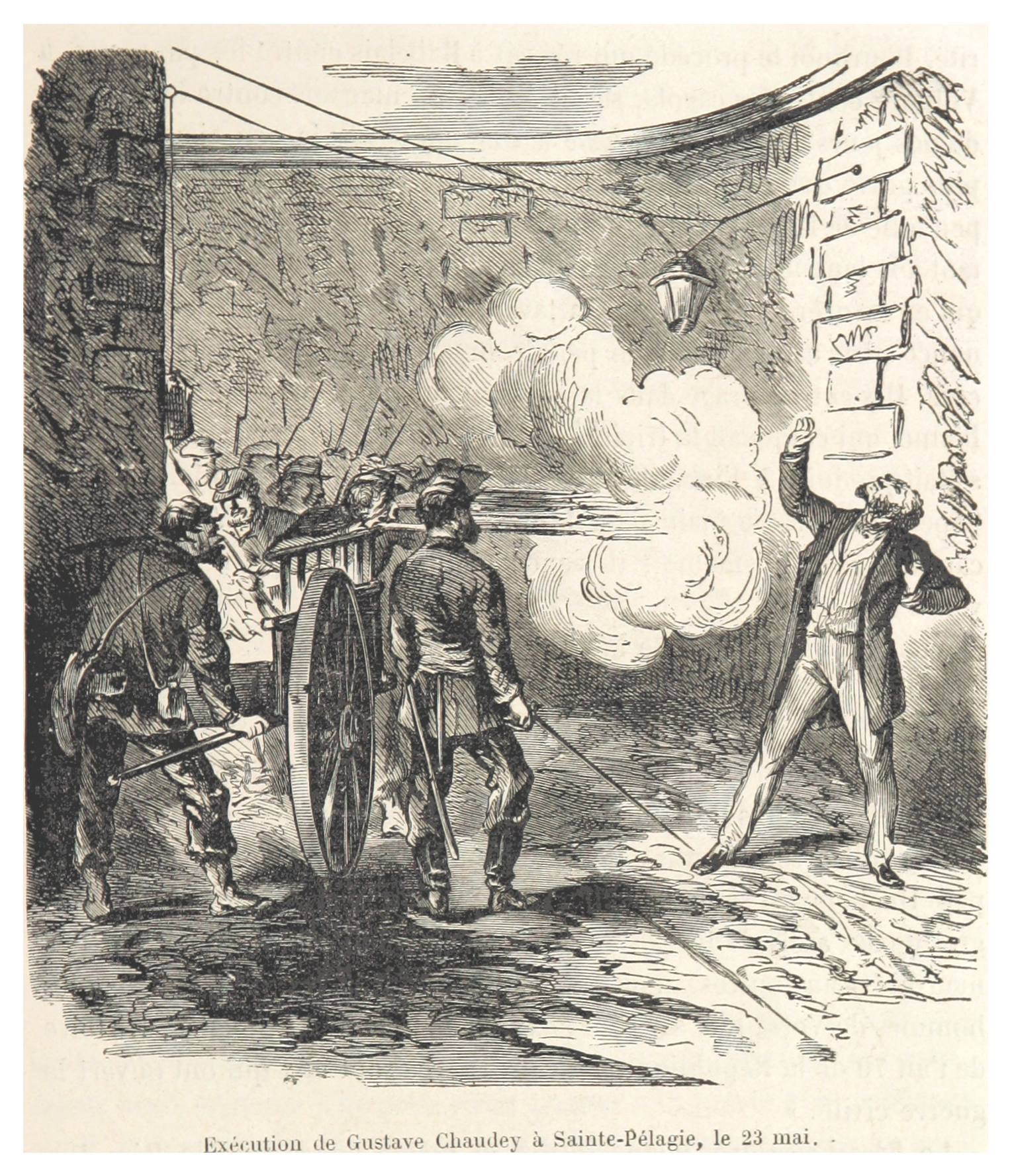
Exekution von Gustave Chaudey am 23. Mai 1871

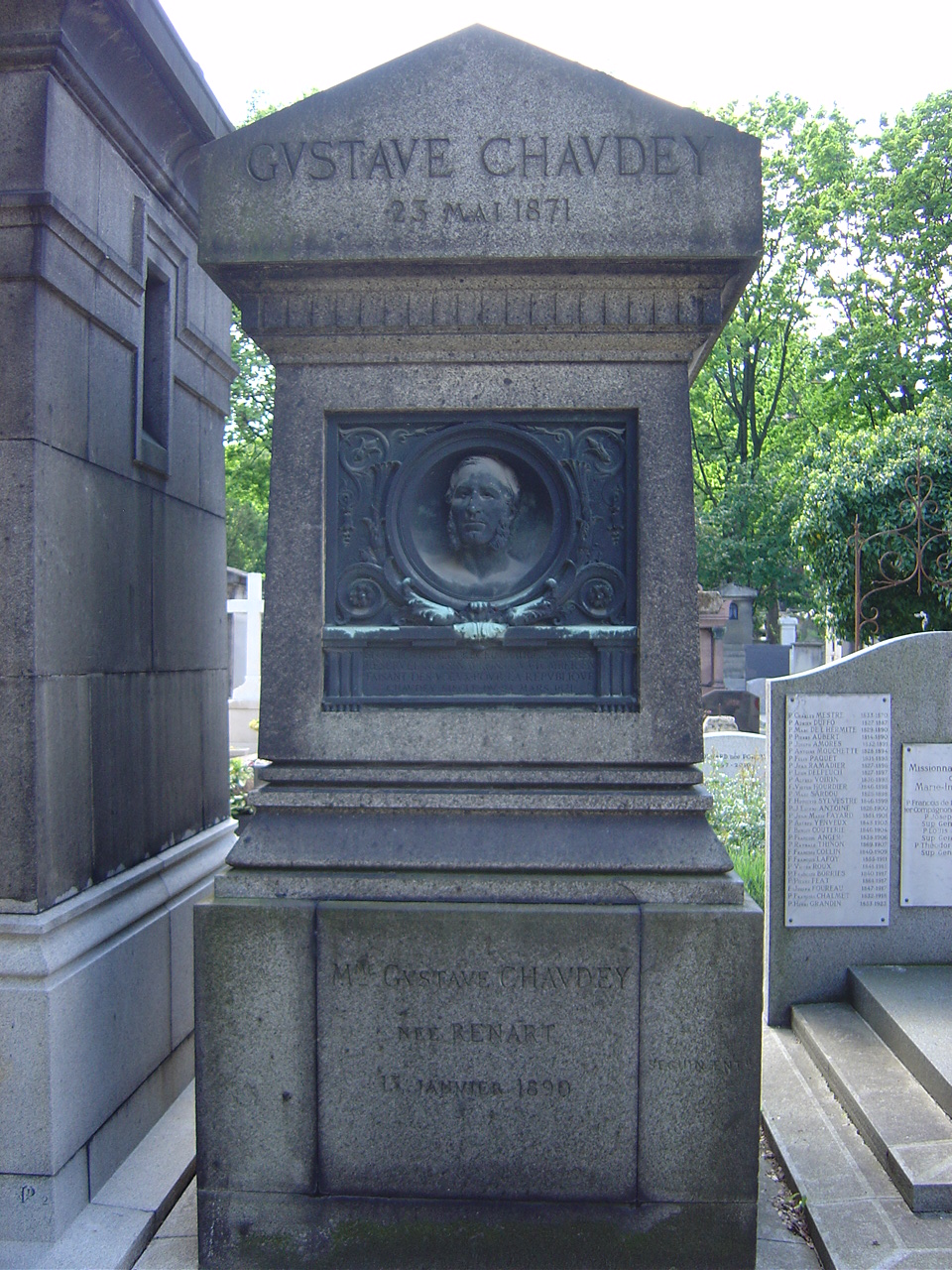
Grabmal auf dem Cimetière de Montmartre

Gustave Chaudey (* 5. Oktober 1817 in Vesoul; † 23. Mai 1871 in Paris) war ein französischer Journalist und Politiker.

## Leben
Gustave Chaudey besuchte die Schule in Vesoul und studierte von 1835 bis 1840 Rechtswissenschaften in Paris; anschließend war er dort als Rechtsanwalt tätig. 1845 wurde er Redakteur bei der von Émile de Girardin herausgegebenen Zeitung La Presse. Er war mit dem Dichter Alphonse de Lamartine befreundet und unterstützte zu Beginn der Zweiten Republik General Louis-Eugène Cavaignac, der als Kriegsminister im Juni 1848 Unruhen in Paris gewaltsam unterdrücken ließ und am 10. Dezember 1848 bei den Präsidentschaftswahlen gegen Louis Napoleon unterlag.
Nach den Unruhen kehrte Gustave Chaudey nach Vesoul zurück. Er wurde dort, nachdem er einen Aushang der Präfektur zerstört hatte, in dem der Staatsstreich vom 2. Dezember 1851 begründet wurde, zu zwei Monaten Gefängnis und einer zehnjährigen Verbannung in die Schweiz verurteilt. Er ließ sich in Neuenburg nieder und war von 1852 bis 1853 Chefredakteur der Zeitung Le Republicain neuchâtelois. 1853 nahm er die von Napoleon III. verkündete Teilamnestie an und kehrte nach Paris zurück. Dort übte er bis 1856 seinen Anwaltsberuf aus und arbeitete ab 1860 mit dem Courrier du dimanche zusammen.
1865 war er Testamentsvollstrecker von Pierre-Joseph Proudhon, den er 1858 während eines Prozesses wegen dessen Werk De la justice dans la Révolution et dans l'Église verteidigte. Im gleichen Jahr wurde er auch Mitglied der Internationalen Arbeiterassoziation, auch Erste Internationale genannt, und nahm 1866 an deren Genfer Konferenz teil.
1866 verteidigte er mehrere Revolutionäre, die den Blanquisten nahestanden und im Café de la Renaissance am Place Saint-Michel festgenommen worden waren; zu diesen gehörten unter anderem Gustave Tridon (1841–1871), Raoul Rigault (1846–1871), der später Staatsanwalt wurde und die Hinrichtung von Gustave Chaudey anordnete, Léonce Levraud (1843–1938), Gaston Da Costa (1850–1909), der Freidenker Alfred Verlière (1841–?), Charles Longuet, Claude Victor Louis Stanislas Genton (1827–1890) und Eugène Protot (1839–1921); Gustave Tridon, Raoul Rigault und Charles Longuet gehörten später zum Führungspersonal der Pariser Kommune. Er wurde Chefredakteur des Le Siècle und freundete sich mit dem Hauptaktionär der republikanischen Zeitung, dem Bankier Enrico Cernuschi an.
Einige Wochen nach dem Fall des Zweiten Kaiserreichs wurde er per Dekret vom 14. Oktober 1870 anstelle des zurückgetretenen Arthur Ranc, zum Bürgermeister des 9. Arrondissements ernannt, blieb in dieser Funktion jedoch nur einige Tage, da er bei den Kommunalwahlen vom 5. November 1870 gegen Ernest Desmarest (1815–1901) unterlag; anschließend wurde er zum stellvertretenden Bürgermeister von Paris ernannt. Zu dieser Zeit wurde Paris seit dem 19. September 1870 von den Deutschen belagert und in dieser Zeit radikalisierten sich Teile der Nationalgarde, was sich in Demonstrationen, Unruhen und verschiedenen Putschversuchen niederschlug. Am 22. Januar fand ein Aufstandsversuch einiger Bataillone der Nationalgarde, unterstützt von Teilen der Bevölkerung, statt; gleichzeitig wurde bekannt, dass die Mehlvorräte für die Bevölkerung nicht, wie bislang berechnet, bis zum 1. Februar, sondern nur noch bis zum 24. Januar reichten. Die Demonstration von Nationalgardisten vor dem Hôtel-de-Ville wurde, unter Führung von Raoul Rigault und Benoît Malon (1841–1893), brutal zusammengeschossen; es gab über 50 Tote. Gustave Chaudey, der als stellvertretender Bürgermeister die Verantwortung im Hôtel-de-Ville hatte, soll die Anordnung für die gewaltsame Auflösung gegeben haben, jedoch konnte dieser Beweis nicht erbracht werden.
Als in der Zeitung Le père Duchesne die Forderung erhoben wurde, Gustave Chaudey als Verantwortlichen für die gewaltsame Beendigung der Demonstration anzuklagen, erfolgte am 13. April 1871 seine Verhaftung. Anfangs war er im Gefängnis von Mazas inhaftiert, später wurde er in das Gefängnis Prison de l’Abbaye verlegt; dort wurde er im Auftrag von Staatsanwalt Raoul Rigault während der Blutigen Maiwoche am 23. Mai 1871 im Hof des Gefängnisses hingerichtet, nachdem sich der Präsident der Pariser Kommune, Louis Charles Delescluze, gegen eine Freilassung ausgesprochen hatte und auch die Bemühungen seiner Freunde Enrico Cernuschi und Théodore Duret erfolglos geblieben waren. In diesem Zeitraum erfolgten auch die Hinrichtungen des Pariser Erzbischofs Georges Darboy, Louis Bernard Bonjean (1804–1871), der Senator unter Napoleon III. war, des Paters Auguste-Alexis Surat (1804–1871), Archidiakon von Notre-Dame und von Gaspard Deguerry (1797–1871), Pfarrer der Pfarrkirche La Madeleine.
Gustave Chaudey war verheiratet. Von seinen Kindern ist namentlich bekannt:
- Georges Chaudey (1857–1904), der später Politiker wurde.

Das Grabdenkmal von Gustave Chaudey wurde zwischen 1873 und Anfang 1874 in der 29. Abteilung des Cimetière de Montmartre errichtet. Es enthält eine von Jules Renaudot (1836–1901) geschnitzte Büste.

## Schriften (Auswahl)
- Appréciation historique, littéraire et politique de l'Histoire de dix ans de m. Louis Blanc. Paris: Librairie d'Amyot, 1845.
- Un conservateur. Paris: A. Franck, 1846.
- La Crise politique. Paris 1847.
- De l'Établissement de la république, lettre d'un républicain du lendemain à un républicain de la veille. Paris: Michel Lévy frères, 1848.
- De la formation d'une véritable opposition constitutionelle. Paris 1848.
- Pierre-Joseph Proudhon; Gustave Chaudey: La justice poursuivie par l'Église: appel du jugement rendu par le Tribunal de police correctionnelle de la Seine, le 2 juin 1858, contre P.-J. Proudhon.  Bruxelles: Librairie de l'Office de publicité, 1858.
- Pierre-Joseph Proudhon; Gustave Chaudey: De la Capacité politique des Classes ouvrières. Paris 1865.
- L'Empire parlementaire est-il possible? Paris 1869.